# Phasicnecus opalina
Phasicnecus opalina är en fjärilsart som beskrevs av Druce. Phasicnecus opalina ingår i släktet Phasicnecus och familjen Eupterotidae. Inga underarter finns listade i Catalogue of Life.